# نهائي كأس رابطة الأندية الإنجليزية المحترفة 2011
نهائي كأس الرابطة الإنجليزية للمحترفين 2010–2011 هي المباراة النهائية من منافسة كأس الرابطة الإنجليزية للمحترفين 2010–2011، أقيمت المباراة في 27 فبراير 2011، في ملعب ويمبلي، بين فريقي نادي أرسنال، وبرمنغهام سيتي، وفاز فيها برمنغهام سيتي، وكان حكم المباراة مايك دين.